# 偶像劇
偶像剧又名青春偶像劇，是電視連續劇的一種類型，特點是剧中角色扮演者多为面貌俊美姣好、外形性感帅气的年轻演員（通常为偶像艺人），造型服飾也符合社會普遍流行的时尚，主題则大致上會以描述愛情故事为主。偶像剧的主要受众是喜欢追星的青少年人群，特别是年轻女性。

## 定義
該名稱自1990年代起在大中华地区廣泛使用，但其內涵卻並不太明確。該詞的起源來自日本的（トレンディドラマ，香港的湯禎兆譯為「趨勢劇」），主要指1980年代末至1990年代初製作的愛情時髦劇，多由日本人气偶像或歌手主演。
現今較普遍適用的一種說法是：偶像劇是以俊男美女人设的偶像明星為主角、以年輕人為主要收視對象的劇種。1990年代知名的日本偶像劇包括《東京愛情故事》和《101次求婚》，同期美劇《飛越比佛利》、《五口之家》及各类青春片作品亦符合中文語境下偶像劇的標準，1990年代中後期的情景喜剧《老友記》和故事剧《恋爱时代》也可以被視作偶像劇。

## 內容特色
- 愛情：以愛情為主軸，透過一對對戀人牽腸掛肚的愛情故事，反映現代人的戀愛價值觀和心態，主要針對年輕觀眾群。故事大多是有三角以上的複雜戀情，大多是使用優美浪漫的音樂作背景音樂。男主角通常性格高冷和內向，大部分都是企業家、律師、富二代等有錢人士，或是某方面的天才，且多才多藝。女主角在劇中通常生活平凡或窮苦，上演灰姑娘愛上王子的劇碼，角色性格大多是天真善良，樂觀積極，容易被欺負。劇情大多先暗戀男主角，或是一些特別原因而跟男主角迫在一起。隨後女主角遇上困境，男主角再英雄救美，然後女主角倒追男主角。女配角在劇中大多是外表漂亮、身材姣好，但偽裝單純，充滿心計。男配角對女主角總是很專情和不斷的付出，卻無法得到芳心。而每一部偶像劇，不論是何種類型，一定不會缺少愛情成分。
- 現實面：大部分的偶像劇走“平民化”，讓看的的人會有心有戚戚焉的感覺，如同你我生活環境中的一部分，有些劇情甚至就在生活中上演；像是很多以校園為題材的偶像劇，就會讓很多學子有一份親切感。
- 改編：很多偶像劇是改編自出於漫畫，例如:《惡魔在身邊》、《流星花園》、《惡作劇之吻》、《戰神》、《橘子醬男孩》、《大叔的愛》等。
- 動作：劇中穿插了許多年輕人的生活描述，會有許多的動感場面，簡單地說不只是文戲，也有武戲的安排。
- 運動：劇中以運動作為主題，例如:《男排女將》、《I Swim》、《季前賽》、《籃球火》、《女孩上場》等。
- 友情：是“現實面”的次類，以愛情和友情為次要元素，其實是模擬現實生活中每個專業或時事狀況的戲劇，如法律 （例：《壹號皇庭》系列）、醫療 （例：《妙手仁心》、《麻醉風暴》系列）、政治與時事（例：《哇！陳怡君》、《市政廳》）、機場員工（例：《衝上雲霄》系列）等。
- 校園社交：以友情、个性和初戀為材，或高中體育校隊生為主（例：《麻辣鮮師》、《麻辣高校生》、《我的老師叫小賀》等），日本多部漫畫和動漫是衍生的校園劇的草本 （例：《飆速宅男》、《幻影籃球王》、《麻辣教師GTO》等）
- 勵志：很多都以改變命運或專業，或為追求夢想而奮鬥為主，很多職工劇、校園劇有每部分重疊。
- 片頭曲、片尾曲、插曲大多是劇中演員演唱，多為本身劇中的男女主角。

## 主要类别
雖說偶像劇內容包羅萬象，不過整體觀察，該收視族群喜愛的偶像劇類型，以「浪漫愛情」和「溫馨友情」為劇情主軸的偶像劇較受青睞。其中情感訴求確實較容易打動觀眾，而典型的羅曼史劇情特別能抓住女性觀眾的心，原因可能是收視觀眾對羅曼史的嚮往，甚至投射於故事中的角色情節。近年來則以「貼近生活」為主軸。大部分偶像剧都是以现代为背景，但也有一些背景设定为古代、虚构世界或架空历史的偶像剧：
- 校园偶像剧：角色设定为在校学生，多以交友、竞技和多边恋的题材为主，主要描述青少年在成长过程所面对的浪漫关系、心智边界以及自我概念与意像方面的冲突；
- 都市偶像剧：角色设定通常为毕业后刚步入社会的青壮年，主要以求职经历、职场政治、社交关系的题材为主，通常侧重描写人生规划、婚恋和青年危机方面的冲突，表现方式上除了传统的爱情剧和浪漫喜剧之外还可以涵盖肥皂剧、情景喜剧以及商战剧、律政剧、医疗剧等故事剧形式；
- 乡村偶像剧：角色设定与都市偶像剧相似，但题材更侧重于在小型农村范围内的人际关系和婚恋，通常会加入江湖义气或自由恋爱与传统文化之间的冲突等更为“土气”的元素；
- 军旅偶像剧：角色设定为军队中的年轻官兵，题材上侧重兵役生涯中的个人经历、挑战与冲突，但也包括在军纪限制下的男女暗恋和相爱。
- 古装偶像剧：即“古偶剧”，题材上与现代背景的校园剧（改为私塾、书院或科举）、都市剧（改为官场、宫帏或市井）、乡村剧（通常会加上武侠元素）和军旅剧等相似，只不过角色设定是近代之前的古人；
- 奇幻神话偶像剧：也称仙侠偶像剧或“仙偶剧”，题材上与古装偶像剧大体吻合，但通常会加入修仙、神魔、跨物种爱情等元素；
- 科幻偶像剧：以未来世界或赛博朋克为背景的偶像剧，包括各种太空探索、机甲和高科技超级英雄题材；
- 各种穿越或重生题材的偶像剧：设定上会将现代偶像剧和古装/奇幻偶像剧的元素混合，题材上会更侧重冒险元素。